# Volta a Catalunya 1934
La Volta Ciclista a Catalunya 1934, sedicesima edizione della corsa, si svolse in dieci tappe dal 17 al 25 giugno 1934, per un percorso totale di 1360 km, con partenza ed arrivo a Barcellona. La vittoria fu appannaggio dell'italiano Bernardo Rogora, il quale completò il percorso in 45h36'07", precedendo il belga Alfons Deloor ed il connazionale Antonio Sella.

## Tappe
| Tappa  | Data      | Percorso                               | km    | Vincitore di tappa | Leader cl. generale |
| ------ | --------- | -------------------------------------- | ----- | ------------------ | ------------------- |
| 1ª     | 16 giugno | Barcellona > Manresa                   | 89    | Isido Figueras     | Isido Figueras      |
| 2ª     | 17 giugno | Manresa > Reus                         | 155   | Alfons Deloor      | Alfons Deloor       |
| 3ª     | 18 giugno | Reus > Valls                           | 111   | Mariano Cañardo    | Bernardo Rogora     |
| 4ª     | 19 giugno | Valls > Lleida                         | 144   | Roger Chene        | Bernardo Rogora     |
| 5ª     | 20 giugno | Lleida > Andorra (AND)                 | 188   | Bernardo Rogora    | Bernardo Rogora     |
| 6ª     | 21 giugno | Andorra (AND) > La Bisbal              | 249   | Antonio Sella      | Bernardo Rogora     |
| 7ª     | 22 giugno | La Bisbal > Gerona (Cron. individuale) | 55    | Antonio Sella      | Bernardo Rogora     |
| 8ª     | 23 giugno | Gerona > Figueras                      | 118   | Bernardo Rogora    | Bernardo Rogora     |
| 9ª     | 24 giugno | Figueras > Terrassa                    | 168   | José Maria Nicolau | Bernardo Rogora     |
| 10ª    | 25 giugno | Terrassa > Barcellona                  | 83    | Antonio Escuriet   | Bernardo Rogora     |
| Totale | Totale    | Totale                                 | 1 360 |                    |                     |

## Classifiche finali

### Classifica generale
| Posh | Corridore        | Squadra        | Tempo     |
| ---- | ---------------- | -------------- | --------- |
| 1    | Bernardo Rogora  | Gloria         | 45h36'07" |
| 2    | Alfons Deloor    | Colin          | a 6'06"   |
| 3    | Antonio Sella    | Maino          | a 6'58"   |
| 4    | Mariano Cañardo  | Orbea          | a 9'42"   |
| 5    | Antoine Dignef   | Genial Lucifer | a 15'26"  |
| 6    | Juan Gimeno      |                | a 19'59"  |
| 7    | Carlo Romanatti  |                | a 22'15"  |
| 8    | Antonio Escuriet | Ganna          | a 23'45"  |
| 9    | Michel Catteeuw  | Orbea          | a 30'08"  |
| 10   | Gustaaf Deloor   |                | a 31'03"  |

### Classifica scalatori
| Posh | Corridore        | Squadra | Punti |
| ---- | ---------------- | ------- | ----- |
| 1    | Bernardo Rogora  | Gloria  | 31    |
| 2    | Emiliano Alvarez |         | 23    |
| 3    | Antonio Sella    | Maino   | 18    |